# Phoneword

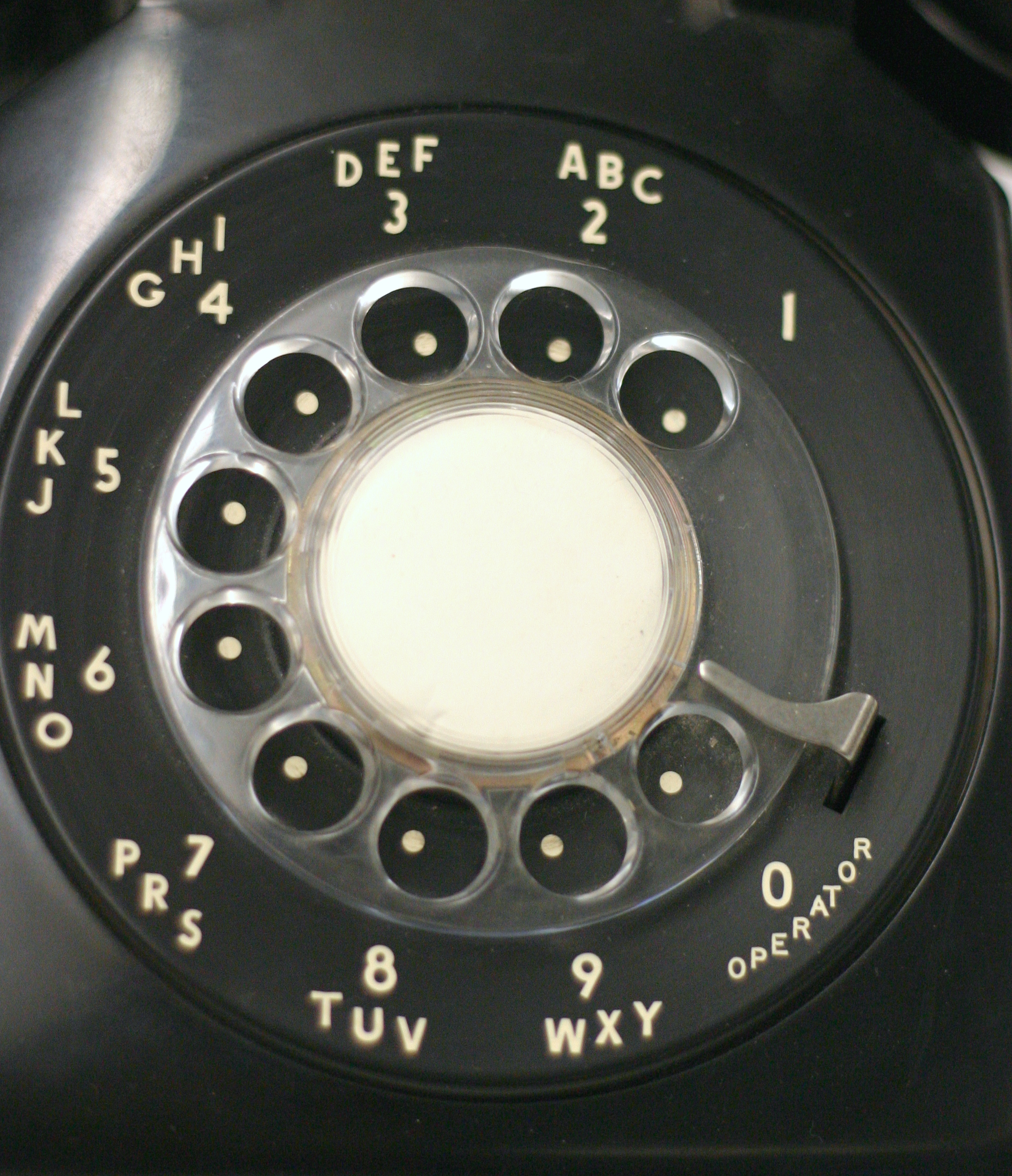
Un tradicional disc de marcar d'estil americà. Les lletres associatives faciliten la memorització de números telefònics.

Els phonewords o números textuals (anomenats en anglès: phonewords o vanity numbers), són números de telèfon que en comptes de números apareixen amb paraules fàcils de recordar. Amb aquest sistema es pot memoritzar el número amb més facilitat. Com a conseqüència, les empreses poden obtenir una millor resposta a les seves campanyes donant una imatge de millor servei d'atenció al client. Un número de telèfon alfanumèric es marca prement una vegada sobre cadascuna de les tecles que contenen la lletra desitjada. Per exemple, 902 BUTANO correspon al número 902 288266.
Un phoneword ha de contenir com a mínim un prefix seguit de sis lletres. El prefix 902 indica que els costos de trucada es carreguen a la persona que truca. El patró espanyol de números de telèfon és de 9 xifres, però, igual que en altres països, poden utilitzar phonewords més llargs com ara, 902 HIPOTECA que correspondria a 902 447.683. Les centrals de telèfons prescindiran de les xifres o lletres supèrflues en el moment de connectar.
Es poden utilitzar perfectament els phonewords més llargs des dels telèfons fixos i telèfons mòbils de Telefónica i Amena. Vodafone manté centrals antigues que no poden connectar un número més gran de 9 xifres. Quan Vodafone substitueixi aquestes centrals, els seus usuaris podran utilitzar els phonewords llargs.

## Història
Els phonewords existeixen en EUA Des de fa més de 30 anys. EUA va introduir un estàndard en les tecles del telèfon des del principi, però a Europa i Àsia han existit estàndards diferents en alguns telèfons fixos (les lletres no ocupaven un lloc fix en les tecles del telèfon). No va ser fins a 1997 per iniciativa de British Telecom, que la Unió Internacional de Telecomunicacions va adoptar un estàndard europeu. Des de llavors, tots els telèfons fixos tenen el mateix teclat al que estem acostumats amb el telèfon mòbil. La liberalització i desmonopolització del mercat de les comunicacions ha fet possible la introducció dels phonewords en molts països europeus.

## Espanya
La primera actuació de la qual es té constància de l'ús de phonewords a Espanya data de 1997-98 quan Gabriel Medina Vílchez va adquirir un número telèfon mòbil de l'única empresa que permetia elegir-los, Airtel, en aquell moment amb prefix que començava amb 9, per oferir-al sector de les pizzes a domicili. El número triat va ser el 910 749927, o transformat a phoneword 910 PIZZAS. A part d'aixó, per fer encara més identificable el número el va promocionar com "9-10 PIZZAS excel·lents", encara que aquesta actuació no va tenir èxit entre el sector de seleccionat, possiblement pel desconeixement de l'ús d'aquest tipus de números.
El mercat de Phonewords a Espanya no ha entrat encara amb gaire intensitat, encara que hi ha moltes empreses que disposen dels seus números telefònics adaptables a aquest format però que per la poca difusió del sistema, prefereixen no publicitar.
No només són números amb prefixos 902, ja en previsió de canvi per altres adaptats a la numeració conjunta Europea, sinó que qualsevol telèfon és susceptible de convertir-se en Phoneword.
El principal avantatge és poder recordar el número, sense saber-lo, recordant la paraula, i poc més, es pot saber el número de 9 xifres. L'empresa JAMONIA utilitza el número 902.252.666, o si es prefereix 9022-JAMON, de manera que per trucar només cal recordar JAMON, i lògicament davant les 4 xifres: 9022.
Potser l'exemple més clar d'avanç i potenciació d'aquest servei estigui en el sector dels CAMPING de Motril a la província de Granada, que dos d'ells disposen d'aquest tipus de Phonewords. Així es podria trucar al càmping Don Cactus de Carchuna marcant el 90 CAMPING (902.267.464), o al Càmping Platja de Ponent, trucant al mòbil 62 CAMPING (622.267.464).
El Canal d'Isabel II utilitza per atendre als seus clients el codi 9000CANAL, equivalent a 900022625.
La paraula "Espanya" es fa servir en un codi del servei "España Directo" de Movistar (Telefónica), concretament en el de la companyia Verizon dels Estats Units: 1 800 9 ESPANA, que equival a 1800 377262.